# Triclinio

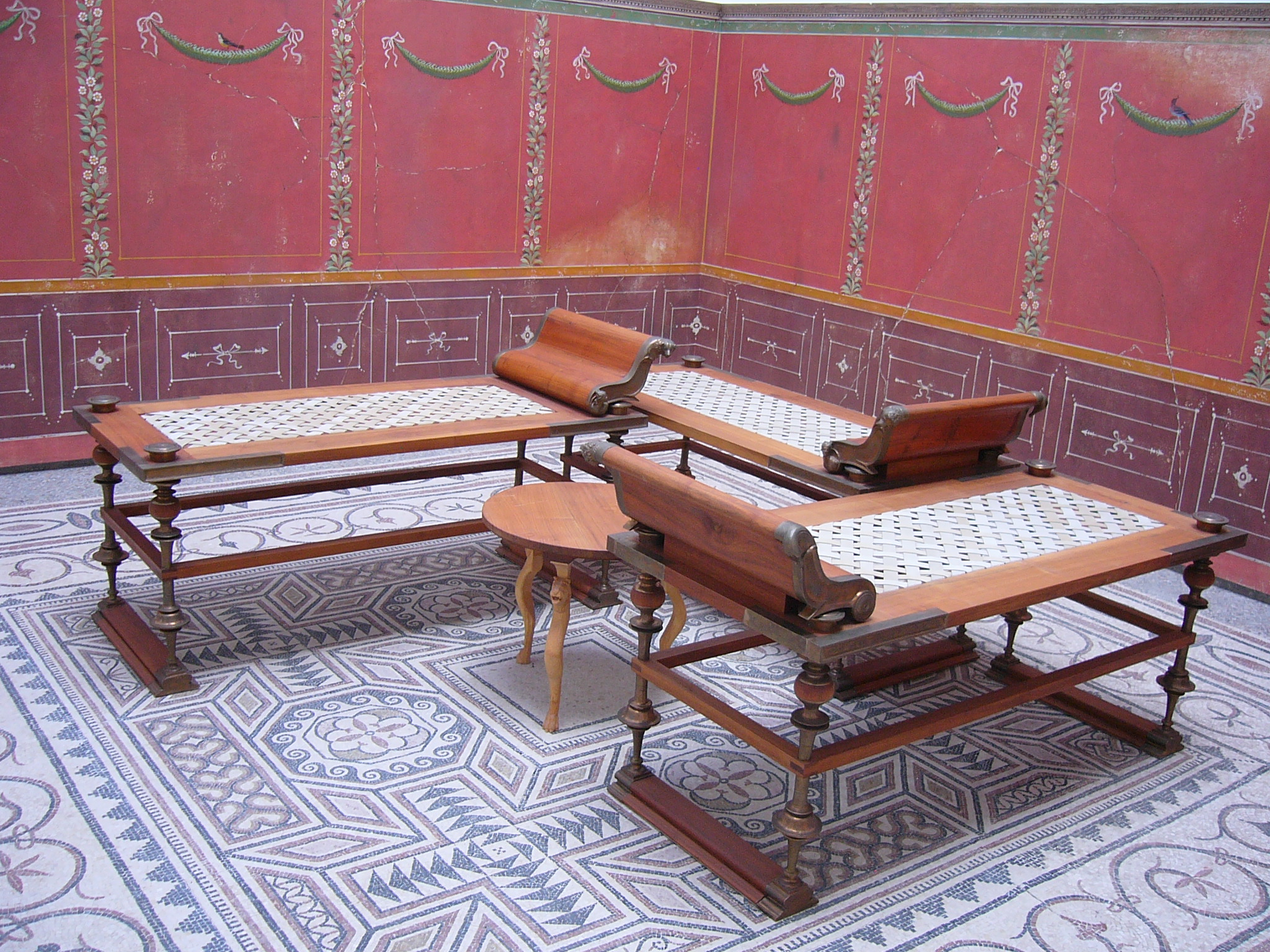
Replica di un triclinio nella Collezione Statale Archeologica di Monaco di epoca romana

Il triclinio (triclinium in latino) era il locale in cui veniva servito il pranzo nelle case degli antichi romani; il nome ha origine dai "lettini" sopra cui si mangiava. Il loro nome deriva dal composto greco di τρι- "tri-" e κλίνη (klìne) "letto", chiamati anche lecti conviviales o tricliniares, su cui i padroni di casa e i loro ospiti si sdraiavano per tutta la durata del pranzo.

## Descrizione

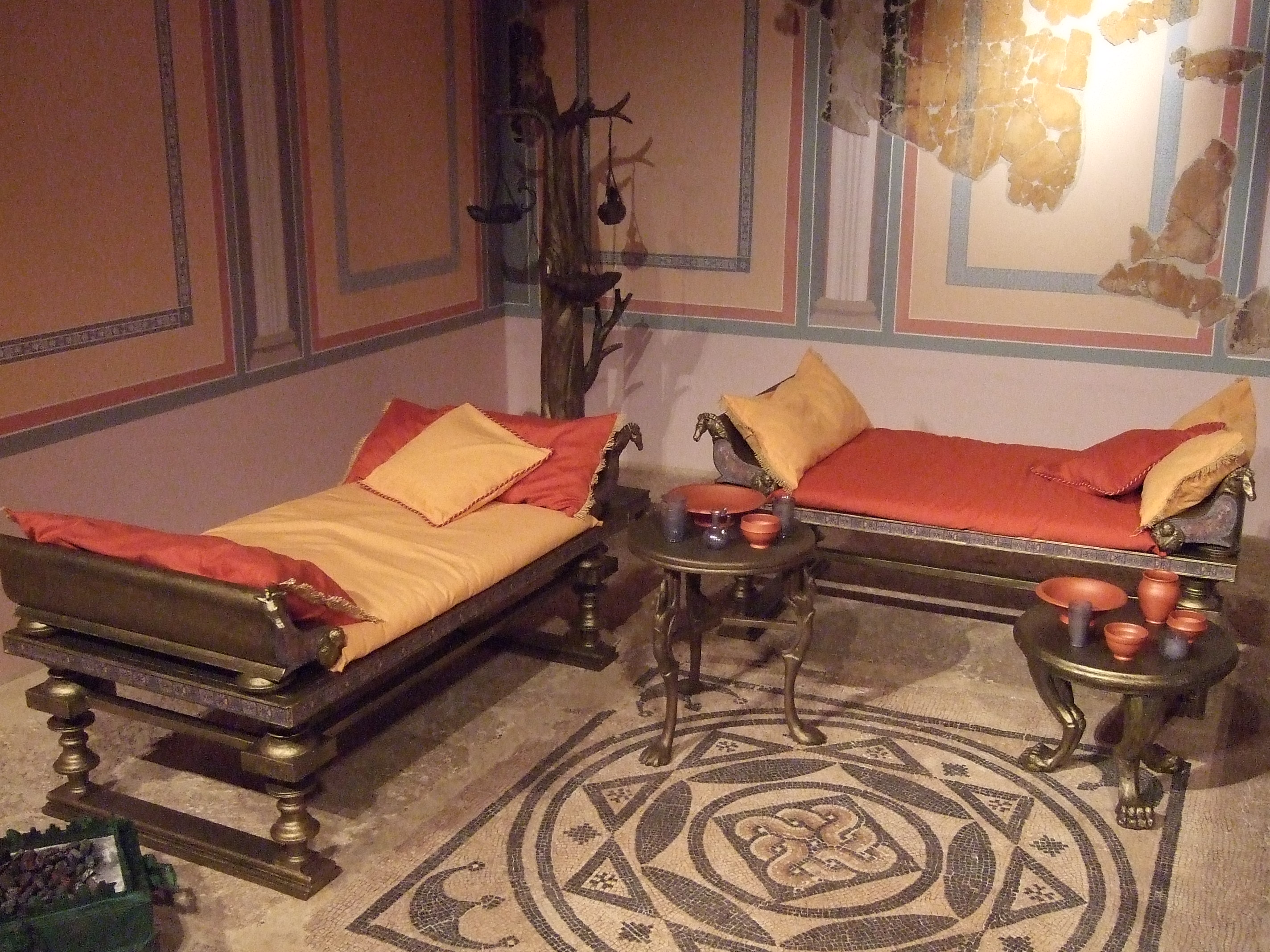
Ricostruzione moderna del triclinio della casa romana di Caesaraugusta, riscoperta in via Añón (secolo I d.C.), nel Museo archeologico di Saragozza (Spagna).

Nelle case degli antichi romani, specialmente dei patrizi, il triclinio era molto comune e veniva usato per intrattenere gli ospiti. I commensali sedevano sdraiati su dei cuscini attorno a un tavolo basso. Un letto poteva accogliere fino a tre commensali, che stavano sdraiati sul lato sinistro.
Il pavimento del locale aveva un'inclinazione di circa 10° su tre lati della stanza, verso il tavolo basso posto al centro, mentre il lato utilizzato dai servi per portare le vivande in tavola aveva il pavimento orizzontale.
Il pranzo era un rituale nella vita degli antichi romani e durava dal primo pomeriggio fino a notte fonda. Generalmente da 10 a 20 commensali prendevano posto intorno a un tavolo sistemati in modo tale da enfatizzare la loro importanza a seconda della vicinanza al padrone di casa.
Vista l'importanza del locale, il triclinio veniva decorato con mosaici o affreschi sulle pareti, in particolare Dioniso, Venere e nature morte erano molto comuni. Poiché nei triclini si svolgevano di solito degli spettacoli per intrattenere e allietare gli ospiti durante il pasto, nelle decorazioni dei locali era spesso inserita l'epopea di Enea e dell'Eneide.
Le case dei patrizi avevano almeno due triclini ma non era difficile trovarne quattro o più. In queste case il triclinius maius (grande sala da pranzo) era usato per dare delle feste alle quali era invitato un gran numero di ospiti. I triclini più piccoli venivano usati per gli ospiti di riguardo, per questo motivo spesso erano decorati splendidamente, in modo da rivaleggiare con quelli più grandi.
Un'accurata ricostruzione di un triclinio si può vedere al Museo archeologico di Arezzo.